# 利斯基区
利斯基区（俄语：Лискинский район）是俄罗斯联邦沃罗涅日州下辖的一个区，其行政中心为利斯基。据2016年统计，该区的人口为100970人。